# 단탓
단탓(광둥어: 蛋撻, 월병: daan6 taat1, 중국어 간체자: 蛋挞, 정체자: 蛋撻, 병음: dàntǎ 단타[*], 한자음: 단달) 또는 에그 타르트(영어: egg tart)는 타르틀레트의 한 종류로, 밀가루 반죽을 얇게 펴고 그 위에 달걀, 설탕, 생크림, 바닐라향을 섞어 만든 커스터드를 채워 구운 중국의 후식이다. 포르투갈의 파스텔 드 나타가 전해져 생긴 음식이다.

## 역사
중국식 에그타르트는 크게 두 가지로 구분되는데, 하나는 1927년경 광저우의 "잔궝자우라우(真光酒樓)"에서 처음 등장해 오늘날 광저우와 홍콩에서 팔리는 것이고, 다른 하나는 포르투갈 식민지 시절 파스텔 드 나타의 영향을 받아 만들어진 마카오식 에그타르트이다.
20세기 초 유럽의 무역상이 접근할 수 있는 유일한 항구였던 광저우에서 유럽식 커스터드 타르트에서 영감을 받아 판매되기 시작했다. 광저우의 서양식 백화점 베이커리에서 라드를 넣은 퍼프 페이스트리 크러스트와 달걀 커스터드 소를 넣은 타르트가 별미로 팔리게 되었다.
홍콩에서는 1940년대부터 고급 서양 레스토랑에서 에그타르트를 제공하기 시작했다.그러나 당시 버터는 서민들에게 여전히 사치품이었기 때문에 에그타르트의 가격이 비쌌다. 이후 서양 식재료의 공급이 점차 늘어나면서 에그타르트는 화교 사회에 점점 보급되기 시작했다. 1950년대에는 현지화된 서양 음식을 제공하는 찻집(차찬탱)에서 에그타르트를 판매하기 시작했다. 초기의 차찬탱에서는 에그타르트의 크기가 비교적 컸으며, 하나만으로도 오후 티타임의 한 끼가 될 수 있었다.1963년에는 홍콩 신문이 주부들에게 타르트 껍질로 만든 에그타르트의 조리법을 소개했다.
1990년대부터는 빵과 패스트리를 직접 만드는 차찬탱이 점차 줄어들었으며, 옛날 스타일의 차찬탱에서만 자체적으로 에그타르트를 굽는 경우가 남아 있게 되었다. 대부분의 차찬탱은 제과 공장에서 에그타르트를 주문해 제공한다. 대부분의 제과점에서는 에그타르트를 판매한다.한편, 홍콩의 많은 중식당에서는 딤섬 메뉴로 에그타르트의 미니 버전인 ‘에그타르트쯔(蛋撻仔)’를 제공하며, 작은 접시에 세 개씩 담겨 나온다. 홍콩에는 유명한 에그타르트 전문점이 다수 있으며, 마지막 홍콩 총독인 크리스 패튼은 시민을 방문하고 지역 사회를 순시하는 도중 제과점에 들러 이 서민적인 디저트를 맛보았다. 외국인들도 홍콩을 방문하면 반드시 홍콩식 에그타르트를 맛보는 편이다.
에그타르트는 2014년 6월, 홍콩 정부의 확인을 통해 홍콩 무형문화유산 목록 제5.33항목에 등재되었다.

## 종류
홍콩식 에그타르트는 타르트 껍질의 종류에 따라 주로 두 가지로 나뉜다: 빙피 에그타르트와 수피 에그타르트다.
빙피 에그타르트(饼皮蛋挞)는 타르트 껍질이 매끄럽고 형태가 완전하며, 마치 그릇 모양의 비스킷처럼 생겼다. 버터 향이 진하게 나며, 서양식 디저트에서 자주 사용하는 파이 크러스트(pie crust)와 비슷하다. 식감은 바삭하고 고소해서 ‘쵸이빼이(脆皮, 바삭한 껍질)’라고도 불린다.
수피 에그타르트(酥皮蛋挞)는 퍼프 페이스트리(puff pastry)와 유사한 결이 있는 껍질로 만들어지며, 수십에서 거의 백 겹에 가까운 얇은 층이 겹겹이 쌓여 있다. 주로 라드(돼지기름)로 만들어지며, 식감은 빙피에 비해 거칠지만, 풍부한 층감 덕분에 더 깊은 맛을 느낄 수 있다. 일반적으로 수피 에그타르트는 가격이 더 비싸며, 빙피와 동일한 양의 속을 담기 위해 크기도 더 크다.
일반적으로 설탕과 달걀을 섞어 만든 에그 커스터드가 주재료지만, 이 외에도 다양한 재료를 혼합한 변형 에그타르트도 존재한다. 예를 들어 신선한 우유를 넣은 우유 타르트, 생강즙이 들어간 생강 에그타르트, 흰자만 사용한 에그 화이트 타르트, 초콜릿 타르트, 말차 타르트, 제비집 타르트 등이 있다.

## 같이 보기
- 커스터드 타르트
- 딤섬
- 플란
- 파스텔 드 나타
- 머랭
- 페이스트리
- 키슈